# Shortita
La shortita és un mineral de la classe dels carbonats. Rep el seu nom en honor del professor de mineralogia Maxwell Naylor Short (1889-1952).

## Característiques
La shortita és un carbonat de calci i sodi de fórmula química Na₂Ca₂(CO₃)₃. Cristal·litza en el sistema ortoròmbic. Els cristalls són típicament en forma de falca, tabulars o prismàtics curts en [100], de fins a 3 cm, que mostren (100), (100), (011), (011), (001), amb {011}
estriat per {001} paral·lelament a [100]. La seva duresa a l'escala de Mohs és 3.
Segons la classificació de Nickel-Strunz, la shortita pertany a «05.AC: Carbonats sense anions addicionals, sense H₂O: carbonats alcalins i alcalinoterris» juntament amb els següents minerals: eitelita, nyerereïta, zemkorita, bütschliïta, fairchildita, burbankita, calcioburbankita, khanneshita i sanromanita.

## Formació i jaciments
La shortita va ser descoberta al John Hay Jr. Well No. 1, al Comtat de Sweetwater (Wyoming, Estats Units) en un context de marga dolomítica salina. També ha estat trobada a la mina Upper Canada, a Gauthier Township (Ontario, Canadà) en dics de kimberlita, a la pedrera Poudrette, al Mont Saint-Hilaire (Quebec, Canadà) associada a un complex intrusiu alcalí de gabre-sienita, a diversos indrets de Colorado i Utah (Estats Units), a la kimberlita Venkatampalle (Andhra Pradesh, Índia), en múltiples indrets de Rússia, al glaciar Darai-Pioz, a la muntanya Tien Shan (Regió de subordinació republicana, Tadjikistan), a Ol Doinyo Lengai (Regió d'Arusha, Tanzània), al complex Sukulu (Uganda) i a dues mines de la conca del Biyang (Henan, Xina).